# برنارد كيلغور
برنارد كيلغور (بالإنجليزية: Bernard Kilgore)‏ هو محرر أمريكي، ولد في 9 نوفمبر 1908 في ألباني في الولايات المتحدة، وتوفي في 14 نوفمبر 1967.

## وصلات خارجية
- برنارد كيلغور على موقع إن إن دي بي (الإنجليزية)